# تخته‌موکای
تخته‌موکای (روسی: Тахтамука́й) یک شهر در روسیه است که در آدیغیه واقع شده‌است.